# حسن‌آباد (سیلوانه)
حسن‌آباد روستایی در دهستان مرگور بخش سیلوانه شهرستان ارومیه استان آذربایجان غربی ایران است.

## جمعیت
بر پایه سرشماری عمومی نفوس و مسکن در سال ۱۳۹۵ جمعیت این روستا ۹۱ نفر (۲۱خانوار) بوده‌است.